# Hypocacculus praecox
Hypocacculus praecox é uma espécie de insetos coleópteros polífagos pertencente à família Histeridae.
A autoridade científica da espécie é Erichson, tendo sido descrita no ano de 1834.
Trata-se de uma espécie presente no território português.